# Chaldejscy eparchowie Toronto
Eparchowie Toronto – eparchowie eparchii Mar Addai w Toronto Kościoła katolickiego obrządku chaldejskiego (od 2011 roku). 

## Eparchowie[1]
| Lata urzędowania | Eparcha | Eparcha          | Uwagi                       |
| ---------------- | ------- | ---------------- | --------------------------- |
| 2011–2014        |         | Hanna Zora       |                             |
| 2014–2017        |         | Emmanuel Shaleta | następnie eparcha San Diego |
| 2017–2021        |         | Bawai Soro       |                             |
| od 2021          |         | Robert Jarjis    |                             |